# アングレカム属
アングレカム属 (学名：Angraecum) は、ラン科植物の群の一つ。白く香りのよい花をつける。

## 概要
アングレカム属のランは単軸性で細長い葉を二列につける着生植物である。花は白から緑白色で、派手な色はない。多くはよい香りを夜間に放つ。花は唇弁が大きく広がる以外は特に大きな特徴がないが、ほとんどが長い距を持つ。特にこの属の一種ア・セスキペダレはとても長い距を持ち、ダーウィンがそこからそれに対応する長い口吻を持つガの存在を予言したことで知られる。分布はアフリカ周辺に限定され、特にマダガスカルで種分化が進んでいる。
多くの種が洋ランとして栽培される。学名は着生ランを意味するマレー語 angurek に基づく。ただし、現在この属に所属するものに東南アジア産の種はない。日本での呼称は学名仮名読みに基づく。仮名表記としてはアングレクム、あるいはアングレークムも使われるが、洋ランとしての呼び名はアングレカムで定着している。洋ランとしての略称は Angcm. である。

## 特徴
着生の多年生草本。単軸性のランで茎は先端に向けて成長し続け、次々に葉を出す。偽球茎はない。茎のあちこちから根を伸ばして着生する。
ただし見かけではかなりの差がある。茎が長くのびるものでは茎の上に間をおいて葉がつき、茎のあちこちから根を出していくのでバンダのような外見となる。茎が伸びないものでは葉は互いに接してつき、根出状に密集し、そこからそれぞれ反対向きに葉をのばし、フウランなどのような姿となる。草丈は小さい方は10cm程度のものから、大型種は1mになるものがある。
葉は細長くて厚みがあって革質で二列性。基部は鞘になって茎を抱く。普通は中肋沿いに二つ折りになって平らに広がる形である。が、一部には棒状になったもの、左右から扁平になった単面葉を持つものなどがある。

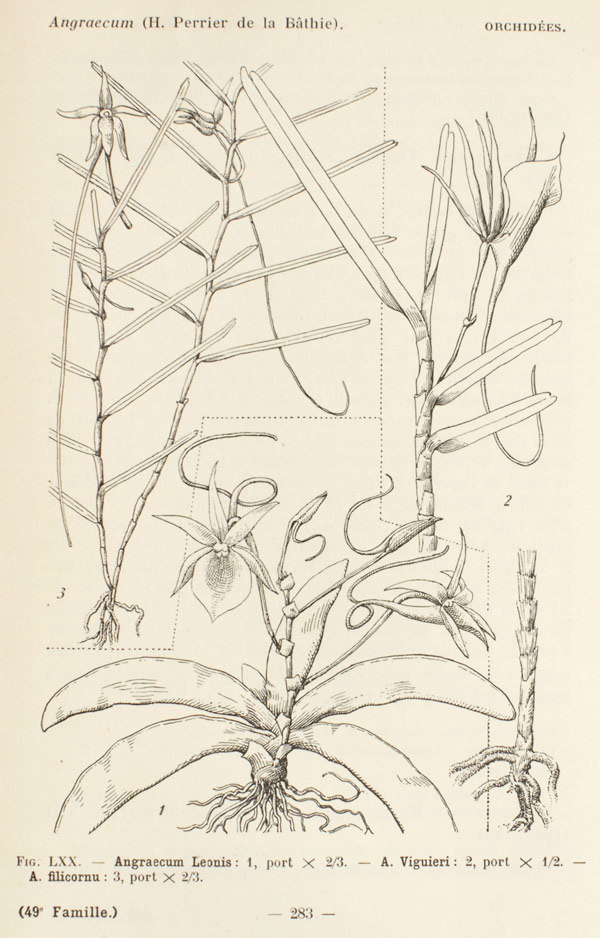
アングレカム2種の図
A. viguieri（上）とA. leonis（下）

花は葉腋から花茎を伸ばしてつける。花茎は斜め上から横に伸び、あまり垂れ下がらない。花は花茎に単独、または少数、まれに多数が総状につく。花はロウ質で外花被と側花弁はほぼ同型でやや細長くて比較的単純な形、唇弁は大きく広がり、一つながりか、あるいはごく浅くだけ三裂し、付け根近くはややずい柱を抱き、基部には普通は長い距を持つ。花色は白、あるいはそれに近い緑や黄色などの色を呈し、往々にして夜間に香りを放つ。ずい柱は全体に低くくぼんで短い。花粉塊は二個で、それぞれに独自の柄を持つ。

### 代表的な種
- A. sesquipedale アングレカム・セスキペダレ：大型の方の代表的な種。茎は高さ1mに達し、葉の間に数花をつける。花は径15cmだが、距は35cmにも達する。ダーウィンはこの花を知って距のそこまで口吻を届かせるガの存在を予言した。詳しくはこの種の項を参照。
- A. eburneum：やはり1mになる大型種。花茎は長さが1mにもなり、径10cmほどの花を20までつける。花は倒立し、唇弁が上につく。
- A. leonis アングレカム・レオニス：小型の種。茎はほとんど伸張せず、葉は基部で折り重なるように出る。葉身は左右から扁平な単面葉で、長さは20cmほど。花は径5cm、距は8cmほど。
- A. distichum アングレカム・ディスティクム：葉は長さ0.6cmしかない単面葉で半円形、これが茎に沿って連続して並ぶ独特の姿で草丈は15cm。花は径1cm、距は短い。
- A. scottianum アングレカム・スコッティアヌム：茎は細長く、葉も棒状でややたれるようにのびる。花は径5cm、普通とは逆に唇弁が上に出る。距は10cm、下に伸びる。

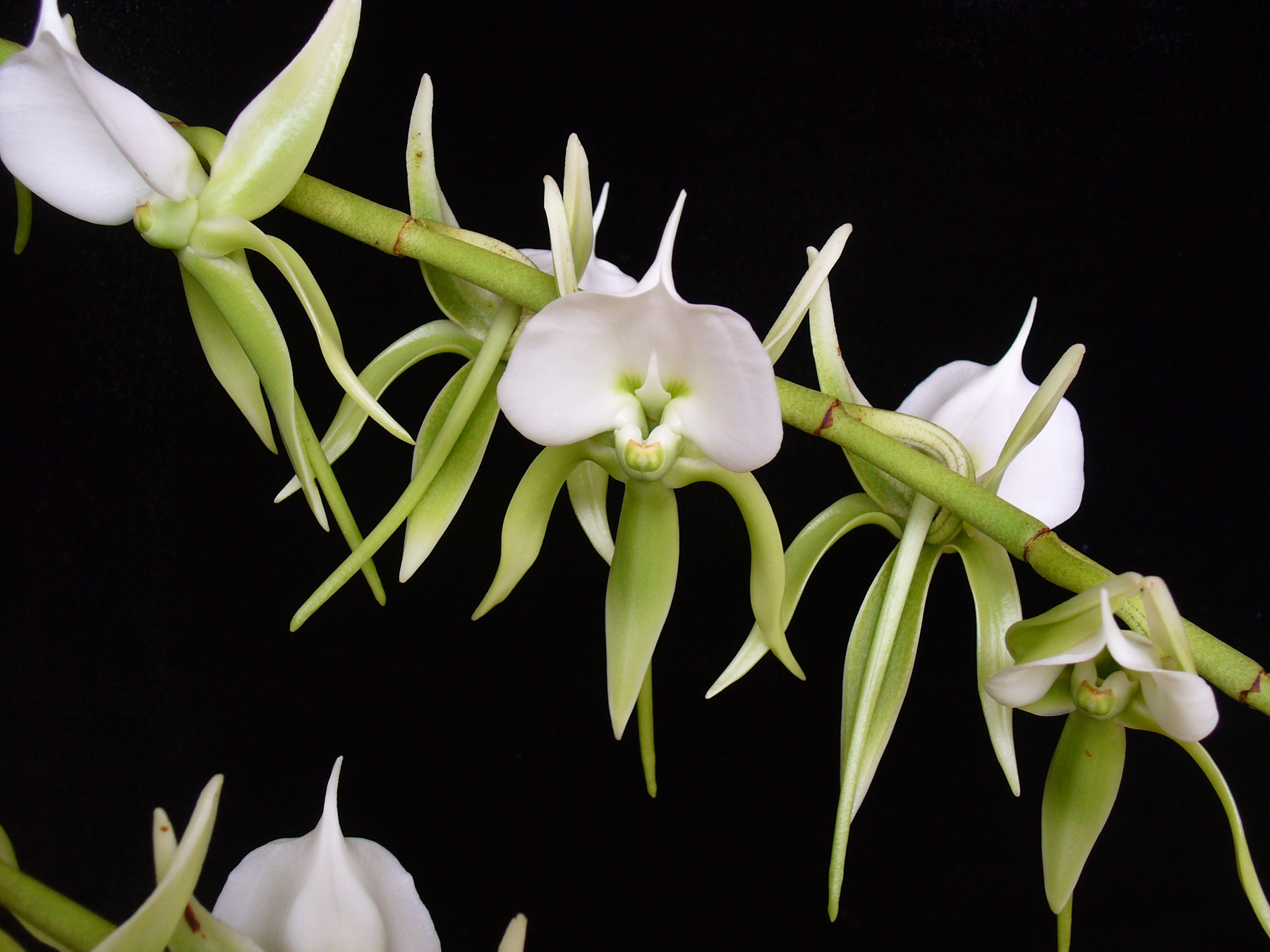
A. eburneumの花序の一部
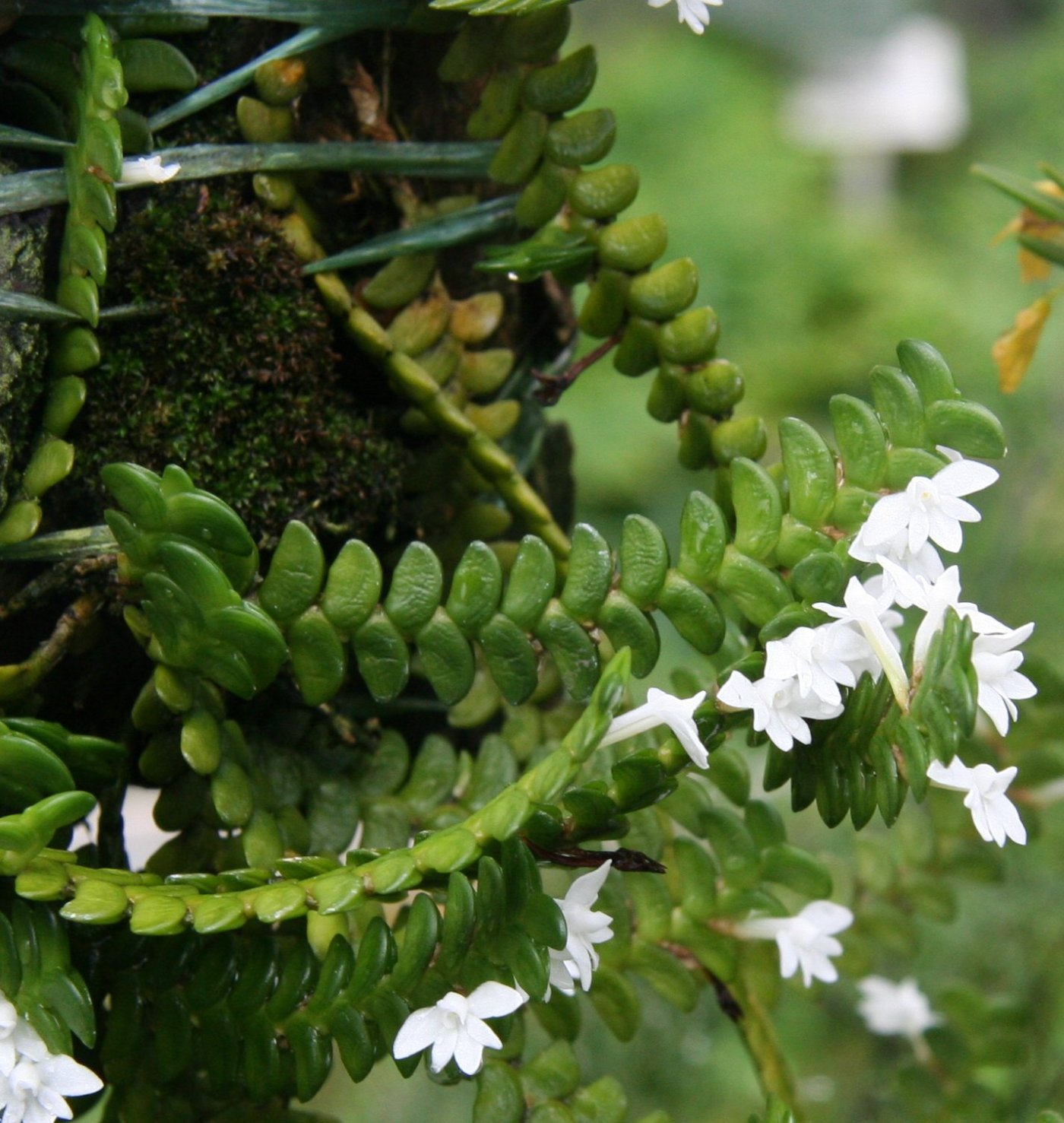
アングレカム・ディスティクム
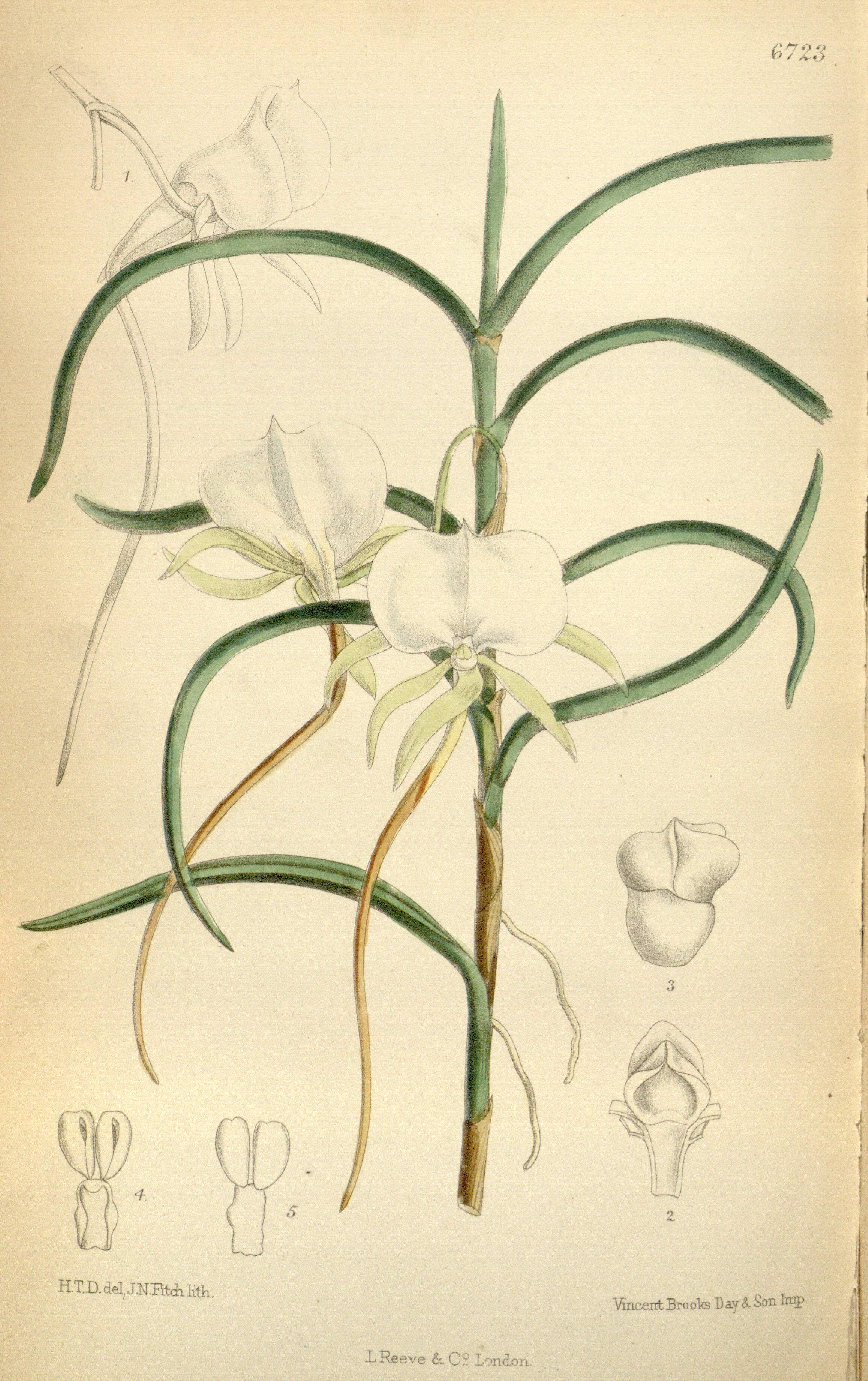
アングレカム・スコッティアヌム

## 分布と生育環境
熱帯アフリカ・南アフリカ、およびマダガスカルとそれに隣接するコモロ諸島などに分布する。特にマダガスカルにおいて種分化が激しい。

## 分類
アフリカ近辺にはこのような単軸性で長い距のある白系統の花をつけるランは種類が多く、かつてはそれらをすべてこの属に含めた。しかし、主として花粉塊の構造などを元に多くの属に区分された。たとえば以下のような属がこれに当たる。
- Aerangis エランギス属：アフリカ・マダガスカルに約50種
- Aeranthes エランテス属：マダガスカルを中心に約30種
- Cyrtorchis キルトルキス属：アフリカに15種
- Diaphananthe ディアファナンテ属：熱帯アフリカに約45種
- Jumellea ジュメレア属：マダガスカル・コモロ諸島を中心に約40種
- Oeoniella オエオニエラ属：マダガスカル島を中心に5種
- Plectrelminthus プレクトレルミンツス属：西アフリカに1種
- Rangaeris ランガエリス属：熱帯アフリカに約6種。ちなみに、属名はエランギスのアナグラムである。

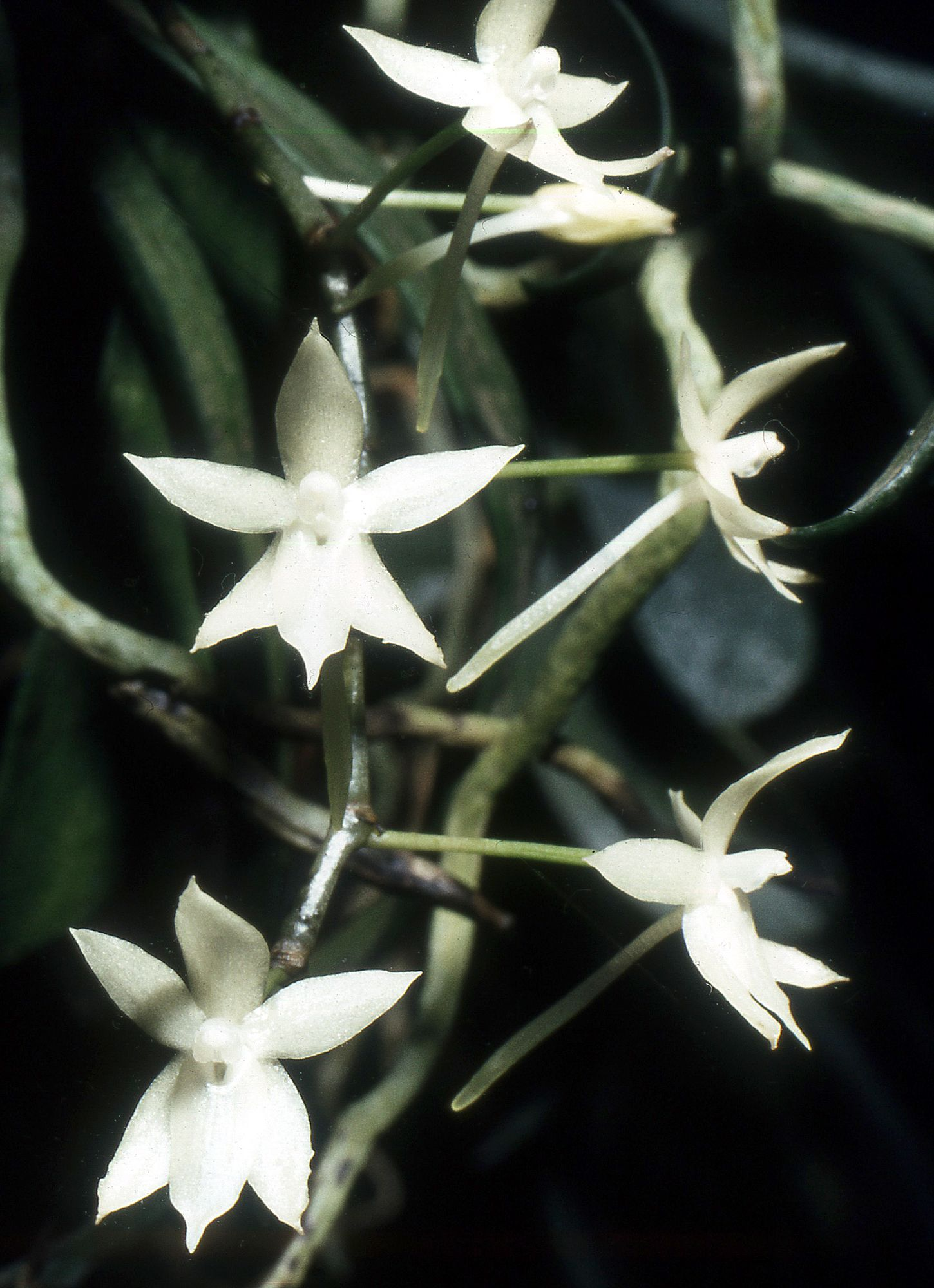
エランギス属 A. ugandensis
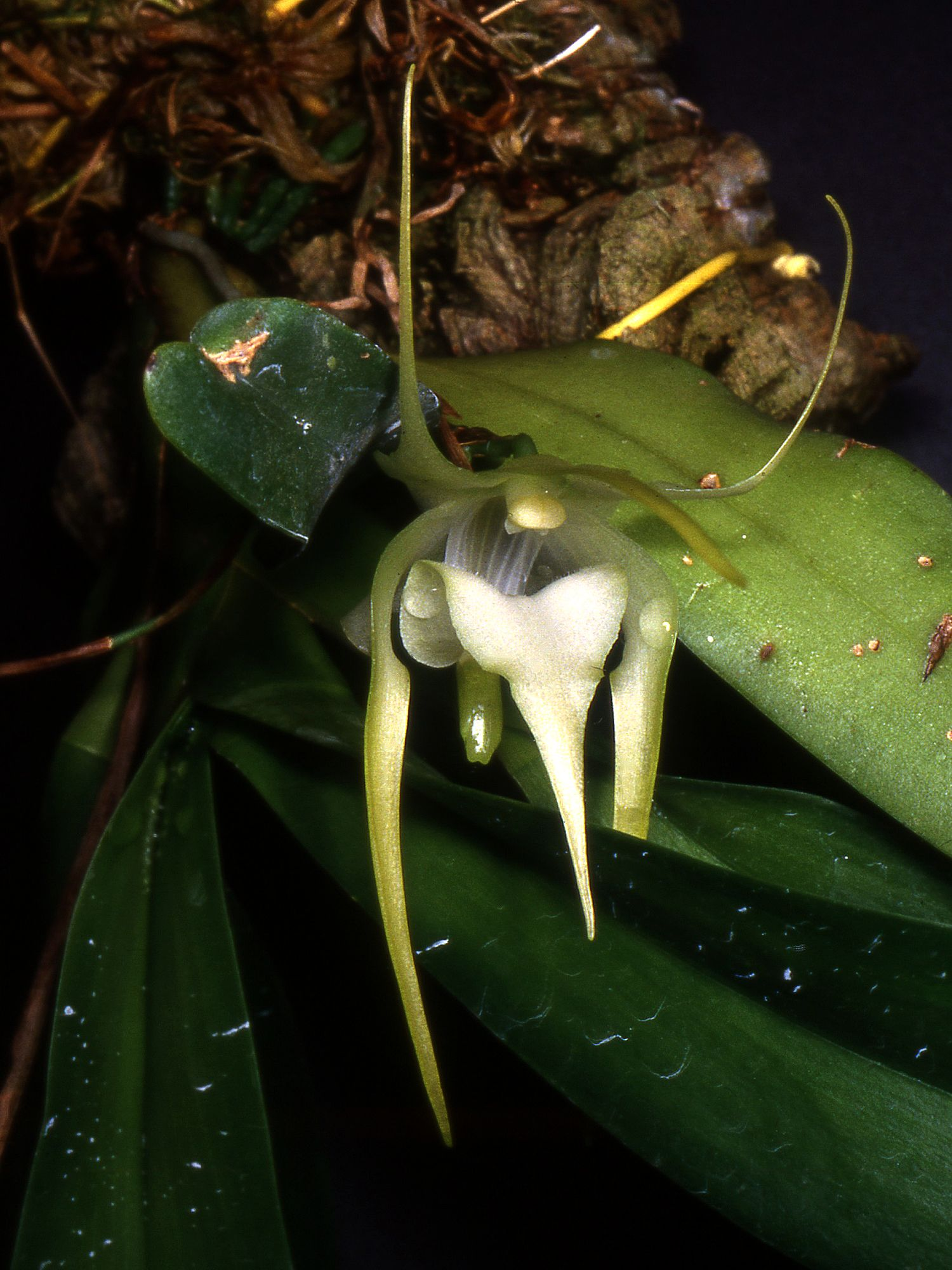
エランテス属 A. grandiflora
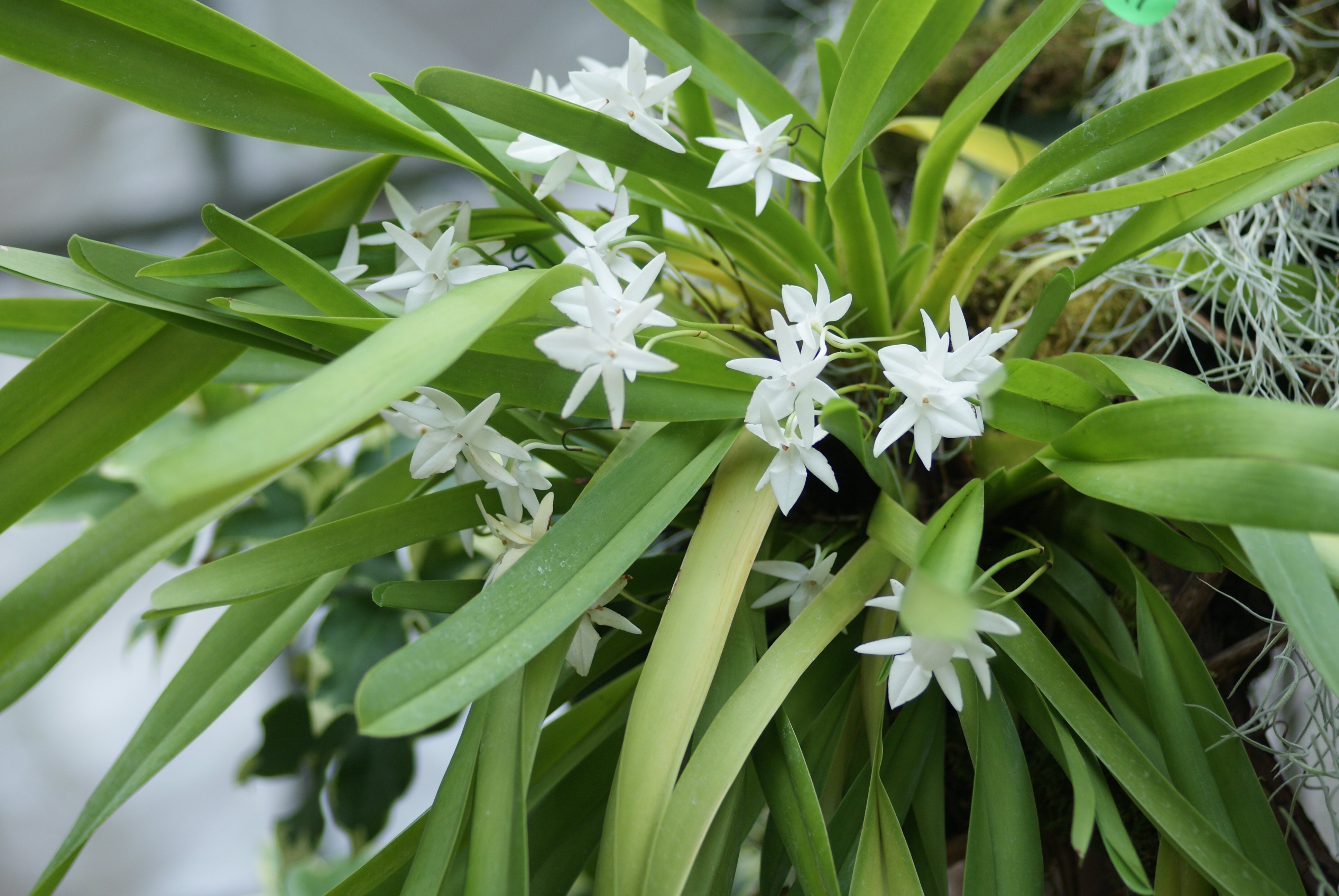
ジュメレア属 J. arachnantha

また、フロリダからキューバに5種があるポリリザ属 Polyrrhiza は葉を持たず、よく発達した根で光合成をする着生ランであるが、花の特徴はこれらに共通する点が多い。他にアフリカにはアングレコプシス属 Angraecopsis があり、外見的にはやはりこの属に似るが、系統的には近くない。
なお、かつてはフウラン Neofietia falcata もこの属に含めたが、現在ではこの種のみで単形属であるフウラン属をなす。またフィリピンに1種のみがあるアイムジエラ属 Amesiella も、この属から独立したものである。これらは現在でもこの属と近縁とされることがある。
現在この属に残っている種は約200種である。以下のような種がよく知られる。
- A. compactum
- A. didieri ディディエリ
- A. distichum　アングレカム・ディスティクム
- A. eburneum
- A. eichlerianum
- A. gracilipes
- A. leonis　アングレカム・レオニス
- A. magdalenae
- A. scottianum
- A. sesquipedale　アングレカム・セスキペダレ
- A. viguieri

## 利用
多くの種が洋ランとして栽培される。高温性で、冬も最低15℃を維持することが求められる。半日陰程度の日当たりで、年間を通じて灌水は多めがよく、このような条件下では栽培は容易。ミズゴケなどで鉢植えするか、ヘゴやコルク板などに付けて育てる。少数ながら交配品種も作られており、たとえば以下のようなものがある。
- A. Veitchii = (A. eburneum × A. sesquipedale) アングレカム・ヴィーチ
非常に古い品種で、登録は1899年。

### 交配品種
- Angraecum Alabaster - A.eburneum x A.Veitchii - Kirsch, 1960.
- Angraecum Amazing Grace - A.florulentum x A.magdalenae - Takimoto, 1993.
- Angraecum Andromeda - A.North Star x A.compactum - Woodland, 2004.
- Angraecum Appalachian Star - A.sesquipedale x A.praestans - Breckinridge, 1992.
- Angraecum Argonaut - A.Longiscott x A.longicalcar - Hoosier, 2006.
- Angraecum Cesária Évora - A. distichum x podochiloides - Knecht (Glicenstein), 2013.
- Angraecum Christmas Star - A.Alabaster x A.eburneum - Kirsch, 1975.
- Angraecum Clare Sainsbury - A.Lady Lisa x A.scottianum - Stewart, 1994.
- Angraecum Crestwood - A.Veitchii x A.sesquipedale - Crestwood, 1973.
- Angraecum Crystal Star - A.rutenbergianum x A.magdalenae - Pulley, 1989.
- Angraecum Cuculena - A.cucullatum x A.magdalenae - Hillerman, 1989.
- Angraecum Dianne's Darling - A.sesquipedale x A.Alabaster - Yarwood, 2000.
- Angraecum Eburlena - A.eburneum x A.magdalenae - Hillerman, 1984.
- Angraecum Eburscott - A.scottianum x A.eburneum - Hillerman, 1982.
- Angraecum Giryvig - A.eburneum subsp. Giryamae x A.viguieri - Hillerman, 1986.
- Angraecum Hillerman's Last - A.leonis x A.eburneum subsp. Superbum - Sweeney, 1999.
- Angraecum Lady Lisa - A.scottianum x A.magdalenae - Williams, 1977.
- Angraecum Lemförde White Beauty - A.magdalenae x A.sesquipedale - Lemförder Orch., 1984.
- Angraecum Longibert - A.eburneum subsp. Superbum x A.humbertii - Hillerman, 1983.
- Angraecum Longilena - A.longicalcar x A.magdalenae - Hillerman, 2004.
- Angraecum Longiscott - A.eburneum subsp. Superbum x A.scottianum - Hillerman, 1982.
- Angraecum Malagasy - A.sesquipedale x A.sororium - Hillerman, 1983.
- Angraecum Memoria George Kennedy - A.eburneum subsp. Giryamae x A.eburneum subsp. Superbum - Nail, 1981.
- Angraecum Memoria Mark Aldridge - A.sesquipedale x A.eburneum subsp. Superbum - Timm, 1993.
- Angraecum North Star - A.sesquipedale x A.leonis - Woodland, 2002.
- Angraecum Ol Tukai - A.eburneum subsp. Superbum x A.sesquipedale - Perkins, 1967.
- Angraecum Orchid Jungle - A.eburneum x A.praestans - Fennell, 1979.
- Angraecum Orchidglade - A.sesquipedale x A.eburneum subsp. Giryamae, J.& s., 1964.
- Angraecum Rose Ann Carroll - A.eichlerianum x A.sesquipedale - Johnson, 1995.
- Angraecum Ruffels - A.Eburlena x A.magdalenae - Hoosier, 2006.
- Angraecum Scotticom - A.scottianum x A.eburneum subsp. Superbum - Hillerman, 1982.
- Angraecum Sesquibert -  A.sesquipedale x A.humbertii - Hillerman, 1982.
- Angraecum Sesquivig - A.viguieri x A.sesquipedale - Castillon, 1988.
- Angraecum Sorodale - A.sororium x A.magdalenae - RHS, 2005.
- Angraecum Star Bright - A.sesquipedale x A.didieri - H.& R., 1989.
- Angraecum Stephanie - A.Veitchii x A.magdalenae - Hillerman, 1982.
- Angraecum Supercom - A.eburneum subsp. Superbum x A.compactum - Hillerman, 1986.
- Angraecum Superlena - A.eburneum subsp. Superbum x A.magdalenae - Hillerman, 1983.
- Angraecum Supero - A.eburneum subsp. Superbum x A.sororium - Hillerman, 1988.
- Angraecum Supertans - A.eburneum subsp. Superbum x A.equitans - Hillerman, 1981.
- Angraecum Suzanne Lecoufle - A.mauritianum x A.dryadum - Lecoufle, 2007.
- Angraecum Veitchii - A.eburneum x A.sesquipedale - Veitch, 1899.
- Angraecum Vigulena - A.magdalenae x A.viguieri - Hillerman, 1987.
- Angraecum White Diamond - A.Supertans x A.equitans - Hoosier, 2000.
- Angraecum White Emblem - A.didieri x A.magdalenae - Matsuda, 1991.
- Angraecum Willa Berryman - A.eburneum x A.Christmas Star - Boersma, 2003.

## 保全
ワシントン条約の附属書IIに掲げられている。